# Andrea Reichlin
Andrea Reichlin (* 8. Dezember 1960 in Walenstadt) ist eine Schweizer Diplomatin. Sie ist seit Oktober 2019 Schweizer Botschafterin in Malaysia.

## Werdegang
Andrea Reichlin studierte Philosophie und Wirtschaftspolitik an den Universitäten Freiburg (Schweiz) und Heidelberg. Sie erwarb zudem Diplome des IUHEI in Genf und der Ecole Nationale d’Administration (ENA) in Paris. 1988 trat sie in den Dienst des Eidgenössischen Departements für auswärtige Angelegenheiten (EDA) ein und arbeitete zunächst als Stagiaire in Genf und Paris. Danach wurde sie an der Zentrale dem Presse- und Informationsdienst zugeteilt, wo sie 1990 zur diplomatischen Mitarbeiterin ernannt wurde. 1991 wechselte sie in derselben Funktion in die Sektion für Menschenrechte der Direktion für Völkerrecht. 1993 erfolgte ihre Versetzung nach Paris, zur Ausbildung an der ENA. Anlässlich der Rückkehr 1995 nach Bern erfolgte ein Einsatz bei der Politischen Abteilung I. Im gleichen Jahr wurde Andrea Reichlin als erste Mitarbeiterin nach Den Haag versetzt, wo sie zur Botschaftsrätin befördert wurde. In der gleichen Funktion erfolgte 1998 die Versetzung an die Botschaft in Paris. Dort war sie für Wirtschafts- und Finanzangelegenheiten sowie das europäische Dossier zuständig.
Im Oktober 2007 ernannte der Schweizer Bundesrat Andrea Reichlin, die seit 2003 Geschäftsträgerin ad interim der Schweizerischen Botschaft in Khartum (Sudan) war, zur ausserordentlichen und bevollmächtigten Botschafterin der Schweiz im Königreich Jordanien. Dort übernahm sie Dezember 2007 die Nachfolge von Botschafter Paul Widmer. Es folgten Botschafterposten in den Vereinigten Arabischen Emiraten (2012–2015), sowie den Philippinen (2015–2019). Seit 2019 amtet Frau Reichlin als Botschafterin der Schweiz in Malaysia.